# Via ferrata delle Bocchette Alte
La via ferrata delle Bocchette Alte (anche semplicemente Bocchette Alte) è una via ferrata nelle Dolomiti di Brenta.
Indicata dalla SAT con il segnavia O305A, è uno dei tracciati che compongono la via delle Bocchette: un percorso che attraversa gran parte del Gruppo di Brenta e una delle più panoramiche vie ferrate del Trentino.
Il percorso collega la Bocca di Tuckett (2646 m s.l.m.) alla Vedretta degli Armi (2611 m s.l.m.) sul versante Ovest di Cima Molveno permettendo il collegamento in quota tra il Rifugio Tuckett (2272 m s.l.m.) ed il Rifugio Alimonta (2580 m s.l.m.).
Sfiorando i 3000 metri di quota risulta essere il percorso segnato più elevato dell'intero gruppo nonché uno tra i più alti del Trentino e delle Dolomiti in generale.

## Caratteristiche
La Via delle Bocchette Alte è la via ferrata più impegnativa della Via delle Bocchette e, così come gli altri tratti, sfrutta le caratteristiche cenge delle Dolomiti di Brenta per collegare le varie vallate rimanendo in quota.
Il percorso non segue il filo di cresta bensì attraversa le verticali pareti dolomitiche attraverso gli stretti valichi, ovvero le cosiddette “bocche” che ne danno il nome.

## Storia
In seguito al completamento della Via delle Bocchette Centrali, la cui costruzione è avvenuta tra il 1937 e il 1957, si volle far continuare il tracciato anche nella parte settentrionale del massiccio centrale del Gruppo di Brenta.
Le Bocchette Alte vennero inuagurate nel 1969 grazie al lavoro di Bruno Detassis e i fratelli Catullo e Giordano.

## Accesso
Se la ferrata viene percorsa da nord verso sud, il punto di partenza risulta essere la Bocca dei Camosci (2646 m) raggiungibile da:
- Rifugio Tuckett (2272 m) per la Vedretta di Tuckett in un'ora e mezza circa a sua volta raggiungibile da Vallesinella in due ore;
- Rifugio Graffer (2261 m) attraverso la Via ferrata Benini come continuazione della Via delle Bocchette in tre ore circa a sua volta raggiungibile da Campo Carlo Magno o tramite funivia;
- Rifugio Croz dell'Altissimo (1480 m) per il sentiero delle Val Perse in tre ore e mezza circa a sua volta raggiungibile da Molveno (864 m) in un'ora e mezza.

Se la ferrata viene invece percorsa da sud verso nord, il punto di partenza risulta essere la Vedretta degli Armi nei pressi dello spallone ovest di Cima Molveno (2611 m) che può essere raggiunta da:
- Rifugio Alimonta (2580 m) per la Vedretta degli Armi in mezz'ora circa a sua volta raggiungibile da Vallesinella in tre ore;
- Rifugio Pedrotti (2491) attraverso la Via ferrata delle Bocchette Centrali come continuazione della Via delle Bocchette in tre ore e mezza circa a sua volta raggiungibile da Vallesinella in tre ore;
- Rifugio Selvata (1630 m) per il Sentiero Orsi e la Via ferrata Spellini in quattro ore circa a sua volta raggiungibile da Molveno (864 m) in due ore.

## Itinerario
Se affrontata da nord verso sud, la via delle Bocchette Alte inizia sul lato ovest della Bocca di Tuckett (2647 m).
Grazie a supporti metallici si giunge sulla Spalla Nord di Cima Brenta (2915 m) dove comincia la Cengia Garbari che ne taglia la parete est fino a raggiungere la Spalla Sud (2988 m) a cavallo fra il selvaggio alto Vallone dei Brente e la Val Perse.
Da qui si segue un esile filo di cresta sulla quale si raggiunge la massima elevazione dell'intero itinerario per poi discendere con scale e funi alla Bocchetta Alta dei Massodi (2959 m).
Si risale la verticale parete opposta tramite la famosa "Scala degli Amici".
Si giunge quindi sull'ampio terrazzo sommitale dello Spallone dei Massodi (3004 m, facilmente raggiungibile con breve deviazione).
Dopo un tratto su sentiero si inizia a calare verso la Bocchetta Bassa dei Massodi (2797 m) nei pressi della quale si incontra la verticale via ferrata Oliva Detassis che sale dal sottostante Vallone dei Brente.
Si aggira Cima Molveno proseguendo su sentiero che si snoda fra pietraie e gradoni caratterizzato da fenomeni carsici e, tramite cengia ci si porta alla base della parete ovest della stessa (2611 m).
Infine si scende il ripido pendio franoso a margine della conca morenica un tempo interamente occupata dalla Vedretta degli Sfùlmini.